# 止韻
止聲、止韻、去聲來自於梵語詞惟薩爾葛，或又稱毘灑爾者尼耶，意為“發出，瀉出”。在梵語音韻學()中，是一個音素 [h]的名字，寫為IAST <>。毘灑爾者尼耶是吠陀梵語詞末的/r/或在經典梵語中演變產生的變音，類似上古漢語/-s/演變爲/-h/後逐漸發展爲漢語去聲的過程。由於/-s/是常見的吠陀梵語后綴(主格單數，第二人稱單數等)，止韵經常出現在經典梵語文本中。在梵語音素的傳統次序中，止韵和随韵獨立於元音和輔音之外。
在悉曇文、蘭札文等婆罗米系文字中，使用涅槃点表示毘灑勒沙尼。
止韵在吠陀文本中的精確發音依據 shakha 而變化。有些發音要在擦音之后輕微的回顯一下前面的元音，比如  要被發音為 [ɐhɐ]，而  要被發音為 [ihi]。

## 外部連結
- Sanskrit grammar Video AdiLaghu (English & Tamil): http://www.youtube.com/shastralayam

1. ↑  呂澂《聲明略》：「考南本《涅槃》〈文字品〉自短阿至炮，先於十四音列舉其十；次菴、痾列二界畔字（亦曰隨韻及止聲）」
2. ↑  Peter Lunde Johnson. On Realizing There is Only the Virtual Nature of Consciousness. p.99
3. ↑  淸文廷式《纯常子枝语》